# Peter Štefančič
Peter Štefančič (* 3. März 1947 in Kranj) ist ein ehemaliger jugoslawischer Skispringer.

## Werdegang
gab sein internationales Debüt bei der Vierschanzentournee 1967/68, die mit Rang 23 in der Gesamtwertung auch seine erfolgreichste Tournee im Verlauf seiner Karriere wurde. Zudem erreichte er auf der Paul-Außerleitner-Schanze in Bischofshofen mit Rang 25 sein bestes Tournee-Einzelresultat.
Bei den Olympischen Winterspielen 1968 in Grenoble bestritt er das Springen auf der Großschanze und erreichte nach Sprüngen auf 94 und 85 Meter den 38. Platz. Nach dem ersten Durchgang lag er noch auf Rang 30.
In Štrbské Pleso gehörte er zwei Jahre später zum Nationalteam bei der Nordischen Skiweltmeisterschaft 1970. Im Einzelspringen von der Großschanze belegte er nach Sprüngen auf 80 und 100 Metern den 43. Platz. Von der Normalschanze gelang ihm eine leichte Leistungssteigerung und nach Sprüngen auf 75,5 und 77 Meter der 36. Platz.
Nach zwei weiteren schwachen Starts bei der Vierschanzentournee, die Štefančič 1971 als 37. und 1972 als 40. beendete, startete er bei den Olympischen Winterspielen 1972 in Sapporo erneut für Jugoslawien. Von der Normalschanze lag er nach dem ersten Durchgang noch auf einem schwachen ersten Durchgang auf Rang 20, konnte sich aber mit dem fünftbesten Sprung im zweiten Durchgang noch auf Rang zehn verbessern. Von der Großschanze gelang Štefančič dies nicht, so dass er am Ende als 48. ohne Chancen blieb.
Zur Skiflug-Weltmeisterschaft 1972 in Planica landete er auf Rang zehn. Bei den folgenden Vierschanzentourneen 1972/73 und 1973/74 beendete Štefančič auf Rang 34 der Gesamtwertung. Zwischenzeitlich flog er bei der Skiflug-Weltmeisterschaft 1973 auf der Heini-Klopfer-Skiflugschanze in Oberstdorf auf den 26. Platz. Bei der Nordischen Skiweltmeisterschaft 1974 in Falun erreichte er von der Großschanze den 42. Platz. Das Springen auf der Normalschanze verlief mit Platz 52 noch enttäuschender für Štefančič.
Bei der Skiflug-Weltmeisterschaft 1975 am Kulm in Bad Mitterndorf erreichte Štefančič noch einmal einen guten 24. Platz.
Nach einem Jahr Tournee-Pause kam Štefančič zur Vierschanzentournee 1975/76 noch einmal in den Kader. Nachdem er aber erstmals weniger als 700 Punkte und nur Rang 72 der Gesamtwertung erreicht und damit die Olympiaqualifikation verpasst hatte, beendete er seine aktive Skisprungkarriere.

## Erfolge

### Vierschanzentournee-Platzierungen
| Saison  | Platz | Punkte |
| ------- | ----- | ------ |
| 1967/68 | 23.   | 747,1  |
| 1968/69 | 29.   | 717,9  |
| 1969/70 | 50.   | 737,9  |
| 1970/71 | 37.   | 776,2  |
| 1971/72 | 40.   | 793,2  |
| 1972/73 | 34.   | 760,6  |
| 1973/74 | 34.   | 797,3  |
| 1975/76 | 72.   | 495,0  |